# Cesare Pancotto
Cesare Pancotto (Porto San Giorgio, 8 gennaio 1955) è un allenatore di pallacanestro italiano.
Ha vinto il premio come miglior allenatore dell'anno nel 2006 e nel 2016.

## Carriera
Dopo dei buoni trascorsi da playmaker e guardia nella natia Porto San Giorgio e continuando nella sua carriera a Pescara, in serie B, Pancotto ha incominciato ad allenare nel 1982 all'età di 27 anni, subentrando nella panchina della squadra della sua città, la Sangiorgese, a tre giornate dal termine ottenendo la promozione in serie B. Nel 1984, nella gara-2 di play-off, la Cida Sangiorgese sempre guidata da Pancotto ottiene la promozione in A2. Rimane a Porto San Giorgio fino al 1986, disputando due campionati di A2 ottenendo in ambedue casi la salvezza.
Nella stagione 1986-87 approda a Reggio Emilia. Di seguito sarà per due anni alla Libertas Forlì, un anno alla Dinamo Sassari (con cui conquista una storica salvezza nell'anno dell'esordio in A2 dell'allora Banca Popolare, festeggiata matematicamente vincendo proprio contro la Jollycolombani Forlì), e tre anni a Pistoia dove ottiene la sua prima delle tre promozioni in A1, portando la squadra biancoazzurra anche ai play-off di A1.
Nella stagione 1993-94 approda alla Siena dove rimane per quattro anni ottenendo la promozione in A1 alla sua prima stagione di permanenza, mentre negli anni successivi raggiunge per due volte i play-off e nel 1996-97 ottiene la qualificazione alla Coppa Korać.
Nel 1997 arriva a Trieste, che riporta nella massima serie nella stagione successiva con l'allora Lineltex. Dopo i due anni triestini, ci sarà la stagione alla guida della Virtus Roma.
Nel febbraio del 2001 viene richiamato sulla panchina triestina e vi rimane fino al 2004.
Nella stagione 2001-02 ottiene il 7º posto, nella stagione successiva il 10º posto e nella stagione 2003-04 la retrocessione con tanto di fallimento societario della Pallacanestro Trieste.
Nel 2004-05 ottiene il 9º posto con il Teramo Basket.
Nella stagione 2005-06 arriva alla Snaidero Udine, dove il primo anno arriverà il 5º posto, nelle due successive annate altrettante salvezze, oltre ad una partecipazione in ULEB Cup.
Nella stagione 2008-09, subentrato alla decima giornata a Dragan Šakota, non è riuscito nell'impresa di salvare una Fortitudo Bologna svogliata e deconcentrata come non mai per tutta la stagione, salvo un rush finale promettente, terminato con polemiche e amarezza ben oltre la fine della stagione regolare.
Nell'estate 2009 viene ingaggiato dall'Air Avellino, con la possibilità di formare il roster seguendo le proprie indicazioni (con un occhio al budget, ridotto rispetto alla deludente stagione precedente). Chiamato a guidare la compagine irpina verso obiettivi ambiziosi, raggiungibili solo con l'oculatezza necessaria nello scegliere i giocatori adatti e nel saperli gestire, e con l'esperienza che pochi altri possono vantare.
Il 29 maggio 2010 di comune accordo con la società risolve il contratto con l'Air Avellino, terminando l'avventura in Irpinia avendo ottenuto la salvezza ed il raggiungimento della semifinale di Coppa Italia.
Poco meno di un mese più tardi firma con il Basket Barcellona, formazione siciliana neopromossa in Legadue. Si dimette dalla guida del Barcellona nel febbraio 2012. Il 17 gennaio 2013 subentra al dimissionario Gianluca Tucci alla guida della Felice Scandone Basket Avellino rimanendoci fino alla fine della stagione. Il 10 dicembre dello stesso anno diventa il nuovo allenatore della Vanoli Cremona.
Il 18 ottobre 2014, con la vittoria della propria squadra a Reggio Emilia, festeggia la millesima panchina in carriera tra serie A, Coppa Italia e Coppe Europee. L'8 maggio 2015 viene confermato sulla panchina della squadra lombarda. Il 5 maggio 2016 vince per la seconda volta nella sua carriera il premio come miglior allenatore della Serie A e rinnova con la Vanoli Cremona fino al 2018. Dopo un negativo inizio di campionato (nove sconfitte nelle prime 11 gare), viene esonerato il 13 dicembre seguente.
Il 31 maggio 2018 diventa il nuovo allenatore della Poderosa Montegranaro.
Il 14 giugno 2019 torna ad allenare nella massima serie, ingaggiato dalla Pallacanestro Cantù, con cui firma un annuale con opzione. Viene esonerato il 25 gennaio 2021, dopo quattro sconfitte consecutive, con Cantù ultima in classifica insieme alla Pallacanestro Varese.
Diventa assistente di Maurizio Buscaglia sulla panchina della pallacanestro Napoli salvo poi prenderne il posto a gennaio 2023

## Palmarès

### Squadra
- Campionato di Serie A2: 3

Olimpia Pistoia: 1991-1992
Mens Sana Siena: 1993-1994
Pallacanestro Trieste: 1998-1999
Coppa Italia (pallacanestro maschile): 1
Napoli Basket: 2024 - (vice allenatore)
Nazionale - Giochi del Mediterraneo
Medaglia d’oro - Almeria 2005 (vice allenatore)

### Individuale
- Premio Reverberi: 2005
- Miglior allenatore della Serie A: 2

Udine: 2005-2006
Vanoli Cremona: 2015-2016